# Villa Elena e Maria
La villa Elena e Maria est un petit palais de Naples (Italie), situé sur la colline du Vomero. Il a été érigé en 1904 dans le style Liberty qui, à cette époque, était l'architecture dominante dans la ville (appelé Liberty napoletano). Il possède cependant un certain nombre d'éléments architecturaux nettement éclectiques, comme le portail et sa pompeuse décoration.

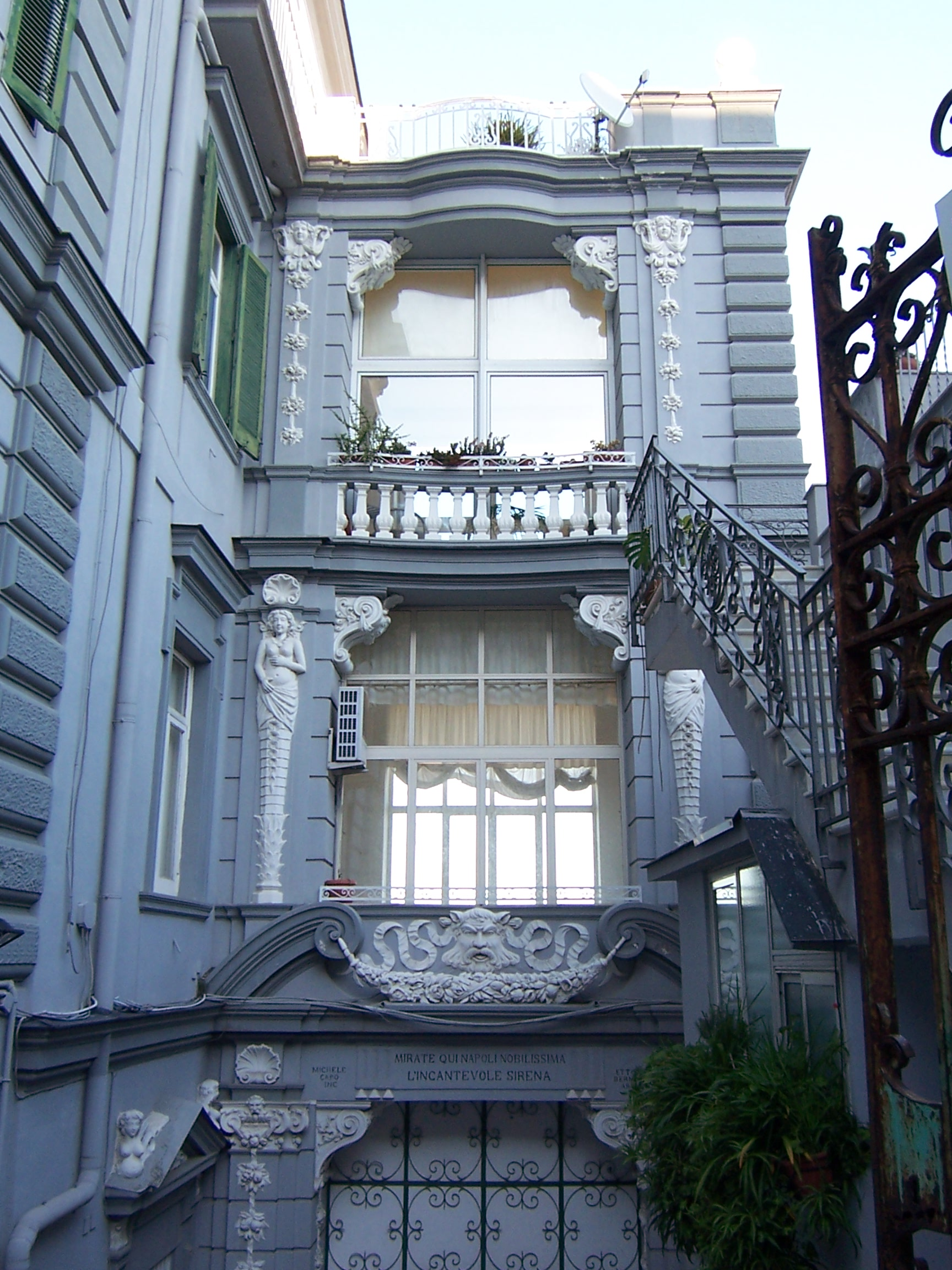
L'escalier.

## Description
La bâtisse, située au début de l'esplanade de San Martino, comporte deux étages avec un petit toit au sommet. La partie centrale, de style Liberty, avec des balcons et des motifs élaborés en fer forgé, forme un contraste avec les deux ailes, de style néoclassique. Ces contrastes sont typiques du style éclectique de la villa. On retrouve également les éléments en fer dans la balustrade de l'escalier extérieur. Sont reproduits sur la façade des inscriptions et des stucs d'inspiration marine.